# Easop Winston
Easop Winston Jr. (San Francisco, 17 dicembre 1996) è un giocatore di football americano statunitense che milita nel ruolo di wide receiver per i Seattle Seahawks della National Football League (NFL).

## Carriera

### Los Angeles Rams
Winston firmò con i Los Angeles Rams il 25 aprile 2020 dopo non essere stato scelto nel Draft. Fu svincolato il 4 settembre 2020.

### New Orleans Saints
Winston firmò con I  New Orleans Saints il 6 maggio 2021. Fu svincolato il 31 agosto 2021 e rifirmò con la squadra di allenamento il giorno successivo. Fu promosso nel roster attivo il 12 dicembre 2021 per la gara della settimana 14 contro i New York Jets. L’11 gennaio 2022 firmò un nuovo contratto come riserva. Fu svincolato il 15 agosto 2022.

### Cleveland Browns
Winston firmò con i Cleveland Browns il 16 agosto 2022. Fu svincolato il 30  2022.

### Seattle Seahawks
Il 19 ottobre 2022 Winston firmò con la squadra di allenamento dei Seattle Seahawks. Il 17 gennaio 2023 firmò un nuovo contratto come riserva.
Il 29 agosto 2023 Winston fu svincolato ma rifirmò con la squadra di allenamento. L’8 gennaio 2024 firmò un nuovo contratto come riserva.